# Cymbacephalus
Genre
Le genre Cymbacephalus regroupe une vingtaine d'espèces de poissons de la famille des Platycéphalidés.

## Liste d'espèces
Selon World Register of Marine Species (5 janvier 2015) :
- Cymbacephalus beauforti (Knapp, 1973)
- Cymbacephalus bosschei (Bleeker, 1860)
- Cymbacephalus nematophthalmus (Günther, 1860)
- Cymbacephalus staigeri (Castelnau, 1875)